# VIP (serie de televisión)
VIP (en hangul,  브이아이피; RR:  Beuiaipi), es una serie de televisión surcoreana transmitida del 28 de octubre del 2019 hasta el 24 de diciembre del 2019 a través de SBS TV.

## Historia
La serie sigue la historia del equipo de departamento que trabaja para clientes VIP que constituyen el 1% de sus clientes y cómo se enfrentan a los problemas en el centro comercial, mientras luchan por levantarse y seguir avanzando.
Park Seong-joon, es el líder del equipo del departamento VIP, después de graduarse de una prestigiosa universidad, ingresa a la compañía y ahora es un hombre con grandes habilidades, oportunidades y ambición. Junto a él está su esposa Na Jeong-sun, una mujer fuerte, ingeniosa y con una personalidad brillante, pero que la mayoría de las personas en realidad no saben que oculta dolor.

## Reparto

### Personajes principales[4][5]
| Actor          | Personaje       | Ocupación | Nº de episodios | Ref.          |
| -------------- | --------------- | --------- | --------------- | ------------- |
| Jang Na-ra     | Na Jung-sun     | -         | 16              | [ 6 ] [ 7 ]   |
| Lee Sang-yoon  | Park Seong-joon | -         | 16              | [ 8 ] [ 9 ]   |
| Lee Chung-ah   | Lee Hyeon-ah    | -         | 16              | [ 10 ]        |
| Kwak Sun-young | Song Mi-na      | -         | 16              | [ 11 ]        |
| Shin Jae-ha    | Ma Sang-woo     | -         | -               | [ 12 ] [ 13 ] |
| Pyo Ye-jin     | On Yoo-ri       | -         | -               | [ 14 ]        |
| Lee Jae-won    | Lee Byeong-hoon | -         | -               |               |

### Personajes recurrentes
| Actor                   | Personaje      | Ocupación                 | Nº de episodios | Ref.   |
| ----------------------- | -------------- | ------------------------- | --------------- | ------ |
| Jung Joon-won           | Cha Jin-ho     | -                         | -               | [ 15 ] |
| Lee Jin-hee             | Kang Ji-young  | -                         | -               |        |
| Kim Mi-kyung            | Kye Mi-ok      | Madre de Jung-sun         | -               |        |
| Choi Hong-il            | Na Young-cheol | Padre de Jung-sun         | -               |        |
| Jung Ae-ri              | Han Seok-young | Madre de Seong-joon       | -               |        |
| Kim Seo-ra              | Han Seok-ja    | Madre de Hyeon-ah         | -               |        |
| Kim Yoo-bin             | Cha Se-rin     | -                         | -               |        |
| Jang Hyun-sung          | Jang Jin-cheol | Dueño de la Tienda "Bike" | -               |        |
| Park Sung-geun (박성근) | Ha Jae-woong   | -                         | -               |        |
| Jang Hyuk-jin (장혁진)  | Bae Do-il      | -                         | -               |        |
| Park Ji-young           | Ha Tae-young   | -                         | -               |        |

### Otros personajes
| Actor                  | Personaje       | Ocupación | Nº de episodios | Ref.   |
| ---------------------- | --------------- | --------- | --------------- | ------ |
| Chae Song-ah (채송아)  | -               | -         | -               |        |
| Jung Shi-yool (정시율) | Yeong Jun       | -         | -               |        |
| Han Hee-jung           | -               | Madam     | -               |        |
| Shin Joo-hyup          | -               | -         | -               |        |
| Bae Hae-sun            | Gil-ja          | -         | 2, 27           |        |
| Woo Jung-won           | Song Yi-young   |           |                 |        |
| Lee Jin-hee            | Kang Ji-jiyoung |           |                 | [ 16 ] |

### Apariciones especiales
| Actor        | Personaje | Ocupación | Episodio donde apareció | Ref.          |
| ------------ | --------- | --------- | ----------------------- | ------------- |
| Kim Kang-min | Yeol-woo  | -         | 32                      |               |
| Seo Woo-jin  | Seo-jin   | -         | -                       |               |
| Oh Ah-rin    | -         | -         | -                       | [ 17 ] [ 18 ] |
| Shim Hee-sub | Michael   | Chef      | 14                      |               |

## Episodios
La serie estuvo conformada por dieciséis episodios, los cuales fueron emitidos todos los lunes y martes a las 22:00hrs. (KST).

## Premios y nominaciones
| Año  | Categoría                                       | Premio              | Nominado (a)   | Resultado |
| ---- | ----------------------------------------------- | ------------------- | -------------- | --------- |
| 2020 | Top Premio a la excelencia, actriz en miniserie | 7th APAN Star Award | Jang Na-ra     | Nominada  |
| 2019 | Excellence Award in Miniseries (Male)           | SBS Drama Award     | Lee Sang-yoon  | Ganó      |
| 2019 | Mejor actriz de reparto                         | SBS Drama Award     | Lee Chung-ah   | Ganó      |
| 2019 | Mejor actriz revelación                         | SBS Drama Award     | Kwak Sun-young | Nominada  |
| 2019 | Producer Award                                  | SBS Drama Award     | Jang Na-ra     | Ganó      |
| 2019 | Best Character Award (Female)                   | SBS Drama Award     | Lee Chung-ah   | Ganó      |

## Producción
La serie fue creada por el director de televisión Myoungwoo Lee.
Fue dirigida por Lee Jung-rim (이정림), quien contó con el guionista Cha Hye-won (신혜원) y con el productor Song Kyung-hwa.
La primera lectura del guion fue realizada el 18 de abril del 2019, mientras que las filmaciones comenzaron el 9 de mayo del mismo año.
La serie contó con el apoyo de la compañía de producción "The Story Works" y fue distribuida por la Seoul Broadcasting System.

## Emisión internacional
- Filipinas: GMA (2020).
- Hong Kong: Now TV (2020).
- Indonesia: Trans TV (2020).
- Perú: Willax (2020).
- Taiwán: ELTA TV y GTV (2020).
- Latinoamérica: Pasiones (2021).